# Joseph Bayma
Joseph Bayma (Piedmont, studeni 1816. – Santa Clara, 7. veljače 1892.), talijansko-američki matematičar, filozof i znanstvenik poznat po doprinosima na području stereokemije i elementarne matematike. Rodom je bio Talijan, školovan u Engleskoj, a profesorsku i znanstvenu djelatnost ostvario je u Sjedinjenim Državama. 
Bio je članom Družbe Isusove, kojoj je pristupio još kao šesnaestogodišnjak, a uzorom u redovničkom životu držao je crkvenog naučitelja sv. Bedu. Zbog političkih prilika 1860. napušta rodnu Italiju, u kojoj dotad obnaša dužnost rektora sjemeništa u Bertinoru te odlazi na studij filozofije na koledžu Stonyhurst u Engleskoj, gdje je istu i predavao sedam godina. Misijsku godinu proveo je u Alžiru. Kasnije je u Kaliforniji bio rektorom Koledža sv. Ignacija i Sveučilišta u San Franciscu, na kojem je predavao elementarnu matematiku. Objavio je nekoliko priručnika i sveučilišnih udžbenika, među kojima i »Molekularna mehanika« (Cambridge, 1866.), »Algebra« (San Francisco, 1890.), »Geometrija« (San F., 1895.), »Analtička geometrija« (San F., 1887.), »Ravninska i sferična trigonometrija« (San F., 1886.) i »Infinitezimalni račun« (San F., 1889.). Objavljivao je i filozofske rasprave u The Catholic Worldu. U »Molekularnoj mehanici« osim s matematičkog, razmatra ustrojstvo tvari i s metafizičkog motrišta, pri čemu zastupa i razmatra Boškovićeve teze. Rad je naišao na široki odjek u znanstvenoj zajednici, posebice na Cambridgeu i engleskoj javnosti, koja ga je i potaknula na pokusno ispitivanje svojih hipoteza na području stereokemije i elektriciteta, u čemu ga je spriječila smrt.